# Liste der Mitglieder des Landtages des Saarlandes (5. Wahlperiode)

Sitzverteilung während der 5. Legislaturperiode

Diese Liste gibt einen Überblick über die Mitglieder des Landtags des Saarlandes der 5. Wahlperiode (1965–1970). Der fünfte Landtag konstituierte sich am 10. Juli 1965.

## Zusammensetzung
Nach der Wahl vom 27. Juni 1965 setzten sich die 50 Mandate des Landtages wie folgt zusammen:
| Fraktion                                                       | Sitze (Beginn der Legislaturperiode) | Sitze (Ende der Legislaturperiode) |
| -------------------------------------------------------------- | ------------------------------------ | ---------------------------------- |
| Christlich Demokratische Union Deutschlands (CDU)              | 23                                   | 24                                 |
| Sozialdemokratische Partei Deutschlands (SPD)                  | 21                                   | 21                                 |
| Freie Demokratische Partei/Demokratische Partei Saar (FDP/DPS) | 4                                    | 5                                  |
| fraktionslos                                                   | 2                                    | 0                                  |

1. ↑  Saarländische Volkspartei/Christliche Volkspartei (SVP/CVP): 2 Sitze

## Präsidium
PräsidentJosef Schmitt (CDU), bis 31. Dezember 1965
Hans Maurer (CDU), ab 3. Februar 1966
1. VizepräsidentRudolf Recktenwald (SPD)
2. VizepräsidentKurt John (FDP/DPS), bis 22. Februar 1967
Karl Wust (FDP/DPS), ab 8. März 1967
1. SchriftführerKarl Wolfskeil (SPD)
2. SchriftführerFranz Schneider (CDU)

## Fraktionsvorsitzende
CDU-FraktionFranz Schneider, bis 19. Juli 1965
Jakob Feller, ab 19. Juli 1965
SPD-FraktionKurt Conrad
FDP/DPS-FraktionKurt John

## Abgeordnete
| Mitglied des Landtages | Lebens- daten | Partei  | Wahlkreis   | Anmerkungen |
| ---------------------- | ------------- | ------- | ----------- | --- |
| Albert Baldauf         | 1917–1991     | CDU     | Saarlouis   | |
| Heinrich Blatt         | 1927–2010     | CDU     | Neunkirchen | |
| Norbert Brinkmann      | 1912–1997     | CDU     | Saarlouis   | nachgerückt am 10. Juli 1966 für Josef Schmitt                                                                                                   |
| Berthold Budell        | 1929–2010     | CDU     | Landesliste | |
| Helmut Bulle           | 1925–1973     | CDU     | Saarlouis   | |
| Heinz Burger           | 1928–1998     | SPD     | Landesliste | |
| Kurt Conrad            | 1911–1982     | SPD     | Landesliste | |
| Karl Eckert            | 1928–2004     | CDU     | Neunkirchen | |
| Norbert Engel          | 1921–2009     | SPD     | Neunkirchen | |
| Jakob Feller           | 1917–2015     | CDU     | Neunkirchen | |
| Nikolaus Fery          | 1919–2016     | CDU     | Saarlouis   | |
| Heinz Görgen           | 1921–1979     | SPD     | Saarbrücken | nachgerückt am 11. Januar 1970 für Hermann Trittelvitz                                                                                           |
| Peter Groß             | 1902–1976     | SPD     | Saarlouis   | |
| Albrecht Herold        | 1929–2025     | SPD     | Neunkirchen | |
| Josef Holl             | 1921–1993     | SPD     | Saarlouis   | |
| Eugen Huthmacher       | 1907–1967     | CDU     | Saarbrücken | † 29. Mai 1967 |
| Kurt John              | 1923–1988     | FDP/DPS | Landesliste | |
| Richard Klein          | 1913          | SPD     | Saarbrücken | |
| Reinhard Koch          | 1920–2009     | FDP/DPS | Landesliste | |
| Julius von Lautz       | 1903–1980     | CDU     | Neunkirchen | |
| Walter Lorang          | 1905–1972     | CDU     | Neunkirchen | |
| Hans Maurer            | 1913–1974     | CDU     | Neunkirchen | |
| Karl Merz              | 1921          | CDU     | Neunkirchen | |
| Leo Moser              | 1920–1984     | SPD     | Landesliste | |
| Erwin Müller           | 1906–1968     | SVP/CVP | Landesliste | ab 4. Oktober 1965 Mitglied der CDU-Fraktion; † 27. Februar 1968                                                                                 |
| Karl Petri             | 1913–1983     | SPD     | Neunkirchen | |
| Rudolf Recktenwald     | 1920–2010     | SPD     | Neunkirchen | |
| Friedrich Regitz       | 1925–1971     | SPD     | Neunkirchen | |
| Franz-Josef Röder      | 1909–1979     | CDU     | Saarlouis   | |
| Franz Roos             | 1917–1983     | SPD     | Neunkirchen | |
| Günter Sahner          | 1927–2014     | SPD     | Neunkirchen | |
| Werner Scherer         | 1928–1985     | CDU     | Neunkirchen | |
| Josef Schmitt          | 1921–1996     | CDU     | Saarlouis   | Mandat niedergelegt am 7. Juli 1966 |
| Franz Schneider        | 1920–1985     | CDU     | Saarlouis   | |
| Karl Heinz Schneider   | 1917–1991     | SPD     | Saarbrücken | |
| Max Schneider          | 1926          | CDU     | Saarbrücken | |
| Ludwig Schnur          | 1909–1997     | CDU     | Saarbrücken | |
| Peter Schwarz          | 1909          | SPD     | Saarbrücken | |
| Maria Schweitzer       | 1902–1991     | SVP/CVP | Landesliste | ab 4. Oktober 1965 Mitglied der CDU-Fraktion |
| Wilhelm Silvanus       | 1927–1999     | SPD     | Saarlouis   | |
| Paul Simonis           | 1912–1996     | FDP/DPS | Saarbrücken | |
| Hermann Steitz         | 1904–1982     | CDU     | Landesliste | |
| Gerhard Stillemunkes   | 1926          | CDU     | Saarbrücken | nachgerückt am 29. Mai 1967 für Eugen Huthmacher                                                                                                 |
| Ernst Tesar            | 1930          | SPD     | Saarbrücken | |
| Walter Therre          | 1920–1998     | CDU     | Saarbrücken | |
| Hermann Trittelvitz    | 1909–1970     | SPD     | Saarbrücken | † 11. Januar 1970 |
| Emil Weber             | 1907          | CDU     | Saarbrücken | |
| Wilhelm Werth          | 1913–1975     | SPD     | Saarlouis   | |
| Rainer Wicklmayr       | 1929–2020     | CDU     | Saarbrücken | |
| Alfred Wilhelm         | 1920–2015     | CDU     | Landesliste | |
| Kurt Wolf              | 1921–1994     | SVP/CVP | Landesliste | nachgerückt am 27. Februar 1968 für Erwin Müller; ab 15. März 1968 Mitglied der SPD-Fraktion; ab 18. November 1968 Mitglied der FDP/DPS-Fraktion |
| Karl Wolfskeil         | 1921–2000     | SPD     | Saarbrücken | |
| Karl Wust              | 1919          | FDP/DPS | Neunkirchen | |
| Manfred Zeiner         | 1921–2005     | SPD     | Saarbrücken | |